# البرلمان الشعبي المصري (2010)
البرلمان الشعبي هو برلمان موازي للبرلمان الرسمي المصري، أسس عقب انتخابات مجلس الشعب 2010 في مصر بهدف خلق كيان يعبر عن المعارضة التي لم تحصل على أية مقاعد في انتخابات مجلس الشعب ل2010، كما قيل أنه سيعمل على ملاحقة برلمان الدولة قضائيًا وذلك بالنظر إلى حالة التزوير التي شابت الانتخابات الأخيرة حسب تأكيدات المعارضة وقوى المجتمع المدني. ضم البرلمان أعضاء من حزب الوفد وحزب الغد وحزب الجبهة وحزب التجمع وحزب الكرامة وحزب الوسط والحزب الشيوعي المصري وحركة كفاية والجمعية الوطنية للتغيير والإخوان المسلمين وعدد من الحركات السياسية والاحتجاجية. في البداية تحفظ الإخوان على المشاركة في البرلمان الموازي لأنهم قرروا خوض الانتخابات الرسمية، وبعد ظهور النتيجة وفشل الإخوان في الحصول على أية مقاعد، فتحوا قنوات التواصل مع الأحزاب والحركات المعارضة الأخرى، ولكنهم طالبوا بتعديل الاسم من البرلمان الموازي للبرلمان الشعبي، لتجنب استفزاز النظام، ووافقوا على المشاركة عندما تم تغيير الاسم.
نظرت إليه الدولة على أنه وسيلة غير مشروعة لا يمكن قبولها ولا يمكن ان يكون لها اي سند قانوني.

## فكرة البرلمان الشعبي
دعا عدد كبير من أحزاب المعارضة والحركات الاحتجاجية لمقاطعة انتخابات 2010 نتيجة لفساد العملية السياسية ككل، التي يتم تفصيلها لتأتي بنتائج محددة سلفاً من النظام الحاكم. ففي أكتوبر 2010، أعلن وائل نوارة سكرتير عام حزب الغد آنذاك عن مقاطعة الانتخابات والدعوة لبرلمان بديل، كما طالب الدكتور عبد الحليم قنديل منسق حركة كفاية كافة القوى السياسية بإقامة برلمان مواز وكذلك حمدي قنديل - المتحدث باسم الجمعية الوطنية للتغيير يدعو لتشكيل برلمان مواز مع مقاطعة الانتخابات الرسمية. وفكرة المؤسسات الموازية التي تنشأ نتيجة لفشل وفساد المؤسسات الرسمية طرحت قبل ظهور البرلمان الشعبي بأكثر من 5 سنوات في إطار فكرة الدولة الموازية، وقدم الدكتور أيمن نور رئيس حزب الغد والبرلماني السابق والمرشح السابق في أول انتخابات رئاسية تعددية في مصر (انتخابات الرئاسة في 2005)، ورقة عمل بمشروع لائحة للبرلمان الموازي (قبل تغيير الاسم للبرلمان الشعبي).

## أعضاء البرلمان الشعبي

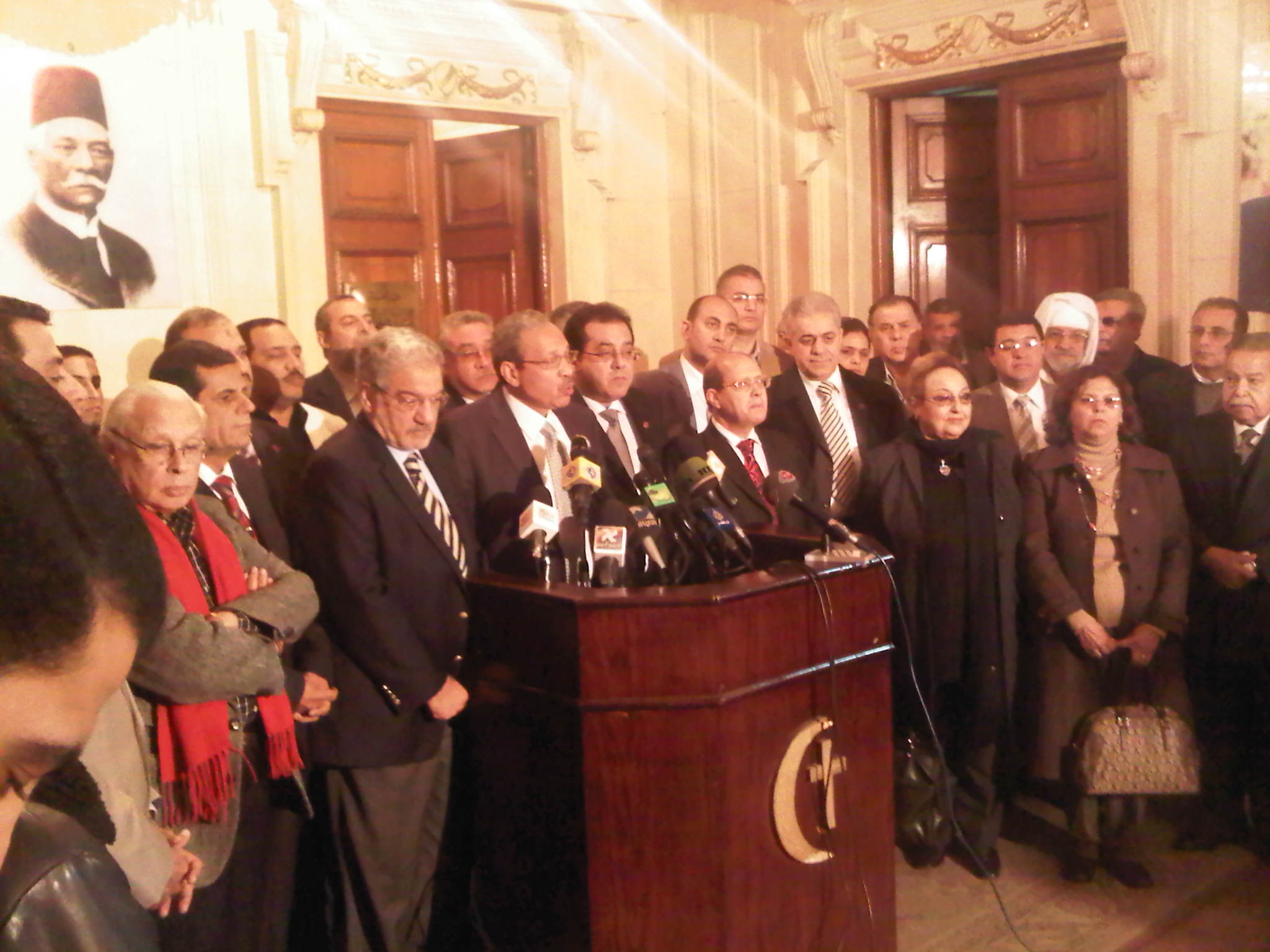
قيادات المعارضة تعلن عن البرلمان الشعبي من مقر حزب الوفد - حيث نرى شعار الوفد "الهلال يعانق الصليب" يزين المنصة، وفي الخلفية تطل صورة سعد زغلول. نرى في الصورة النواب السابقين وقيادات أحزاب وحركات المعارضة: عبد المنعم التونسي (الغد)، كريمة الحفناوي، عبد الفتاح الشافعي (الغد)، أبو العز الحريري (التجمع)، حمدين صباحي (الكرامة)، عصام سلطان (الوسط)، خالد علي، عبد الحليم قنديل (كفاية)، أيمن نور (الغد)، علاء عبد المنعم، صلاح عدلي (الحزب الشيوعي)، علي السلمي (الوفد - لم يشارك في البرلمان الشعبي)، محمد البلتاجي (الإخوان)، و جورج إسحاق (كفاية).

ضم البرلمان الشعبي (الموازي) عدد من الأعضاء السابقين بمجلس الشعب، ومجموعة تمثل قيادات الحركات السياسية المعارضة في مصر، اختير الأعضاء بالتوافق بين الأحزاب المعارضة والحركات الاحتجاجية المشاركة. في 18 يناير 2011 (أي قبل ثورة يناير بأسبوع واحد)، تم الإعلان عن قائمة تضم 91 عضواً علاوة على 9 أعضاء من الشباب كان من المفترض أن تقوم حركات الشباب (مثل حركة 6 ابريل وحركة شباب من أجل التغيير) باختيارهم، وحال قيام ثورة يناير دون ذلك.
| م  | اسم                    | صفة                                              |
| 1  | إبراهيم درويش          | أستاذ القانون الدستورى                           |
| 2  | إبراهيم زهران          | خبير البترول                                     |
| 3  | إبراهيم عوارة          | نائب سابق                                        |
| 4  | إبراهيم كامل           | نائب سابق                                        |
| 5  | إبراهيم يسرى           | مساعد وزير الخارجية الأسبق                       |
| 6  | أبو العز الحريرى       | نائب سابق                                        |
| 7  | أحمد أبو بركة          | نائب سابق                                        |
| 8  | أحمد بهاء الدين شعبان  | كاتب وناشط سياسى                                 |
| 9  | أحمد دياب              | نائب سابق                                        |
| 10 | أسامة الغزالى حرب      | نائب سابق                                        |
| 11 | أشرف بدر الدين         | نائب سابق                                        |
| 12 | البدرى فرغلى           | نائب سابق                                        |
| 13 | أمين اسكندر            | وكيل مؤسسى حزب الكرامة                           |
| 14 | أيمن نور               | نائب سابق                                        |
| 15 | جمال حشمت              | نائب سابق                                        |
| 16 | جمال حنفى              | نائب سابق                                        |
| 17 | جمال زهران             | نائب سابق                                        |
| 18 | جميلة إسماعيل          | إعلامية – نائب رئيس حزب الغد                     |
| 19 | جورج إسحق              | أول منسق لحركة كفاية                             |
| 20 | حازم فاروق             | نائب سابق                                        |
| 21 | حمدى الفخرانى          | ناشط سياسى                                       |
| 22 | حمدى قنديل             | إعلامى                                           |
| 23 | حسين إبراهيم           | نائب سابق                                        |
| 24 | حمدين صباحى            | نائب سابق                                        |
| 25 | حنا جريس               | طبيب – عضو اللجنة التنسيقية لحركة كفاية          |
| 26 | خالد على               | مدير المركز المصرى للحقوق الاقتصادية والاجتماعية |
| 27 | خالد يوسف              | مخرج سينيمائى                                    |
| 28 | سعد العجوز             | نائب سابق                                        |
| 29 | سعد عبود               | نائب سابق                                        |
| 30 | سكينة فؤاد             | نائب سابق                                        |
| 31 | سمير عليش              | خبير الجمعيات الأهلية                            |
| 32 | سيد حجاب               | شاعر                                             |
| 33 | شاهندة مقلد            | قيادية بحزب التجمع                               |
| 34 | شكرى عازر              | منسق لجنة الدفاع عن أموال التأمينات              |
| 35 | صابر عطا               | نائب سابق                                        |
| 36 | صبحى صالح              | نائب سابق                                        |
| 37 | صلاح الصايغ            | نائب سابق                                        |
| 38 | صلاح صادق              | أستاذ القانون                                    |
| 39 | صلاح عبد المتعال       | عضو المكتب السياسى لحزب العمل                    |
| 40 | صلاح عدلى              | قيادى بالحزب الشيوعى المصرى                      |
| 41 | ضياء رشوان             | نائب سابق                                        |
| 42 | طارق الملط             | قيادى بحزب الوسط                                 |
| 43 | عادل حامد              | نائب سابق                                        |
| 44 | عاطف البنا             | أستاذ القانون الدستورى                           |
| 45 | عبد الجليل مصطفى       | المنسق العام للجمعية الوطنية للتغيير             |
| 46 | عبد الحليم قنديل       | المنسق العام السابق لحركة كفاية                  |
| 47 | عبد العزيز هيبة        | نائب سابق                                        |
| 48 | عبد العظيم المغربى     | نائب سابق                                        |
| 49 | عبد الفتاح الشافعى     | نائب سابق                                        |
| 50 | عبد الله الأشعل        | مساعد وزير الخارجية الأسبق                       |
| 51 | عبد المجيد الخولى      | مؤسس اتحاد الفلاحين                              |
| 52 | عبد المنعم التونسى     | نائب سابق                                        |
| 53 | عزة الجرف              | نائب سابق                                        |
| 54 | عصام الاسلامبولى       | محامى بالنقض                                     |
| 55 | عصام سلطان             | محامى بالنقض – قيادى بحزب الوسط                  |
| 56 | علاء الأسوانى          | روائى                                            |
| 57 | علاء عبد المنعم        | نائب سابق                                        |
| 58 | عمار على حسن           | كاتب وباحث                                       |
| 59 | عمران مجاهد            | نائب سابق                                        |
| 60 | عمرو حلمى              | أستاذ بكلية الطب                                 |
| 61 | فريد إسماعيل           | نائب سابق                                        |
| 62 | فكرى الجزار            | نائب سابق                                        |
| 63 | كريمة الحفناوى         | قيادية بحركة كفاية                               |
| 64 | كمال أبو عيطة          | رئيس النقابة المستقلة للضرائب العقارية           |
| 65 | مارجريت عازر           | قيادية بحزب الوفد                                |
| 66 | مجدى أحمد حسين         | نائب سابق                                        |
| 67 | مجدى قرقر              | قيادى بحزب العمل                                 |
| 68 | محسن راضى              | نائب سابق                                        |
| 69 | محمد أبو الغار         | مؤسس حركة 9 مارس لاستقلال الجامعات               |
| 70 | محمد البلتاجى          | نائب سابق                                        |
| 71 | محمد الضهيرى           | نائب سابق                                        |
| 72 | محمد العمدة            | نائب سابق                                        |
| 73 | محمد أنور عصمت السادات | نائب سابق                                        |
| 74 | محمد حسين              | نائب سابق                                        |
| 75 | محمد كامل              | نائب سابق                                        |
| 76 | محمد مصطفى شردى        | نائب سابق                                        |
| 77 | محمود الخضيرى          | نائب رئيس محكمة النقض السابق                     |
| 78 | محمود غانم             | نائب سابق                                        |
| 79 | مختار نوح              | نائب سابق                                        |
| 80 | مصطفى الجندى           | نائب سابق                                        |
| 81 | ممدوح حمزة             | أستاذ بكلية الهندسة                              |
| 82 | منال أبو الحسن         | نائب سابق                                        |
| 83 | ناجى الغطريفى          | سفير سابق                                        |
| 84 | ناجى رشاد              | قيادى عمالى                                      |
| 85 | هبة عادل عيد           | ناشطة سياسية                                     |
| 86 | وائل نوارة             | نائب رئيس حزب الغد                               |
| 87 | وفاء المصرى            | محامية - المنسق العام المساعد لحزب الكرامة       |
| 88 | يحيى الجمل             | نائب سابق                                        |
| 89 | يحيى حسين عبد الهادى   | منسق حركة "لا لبيع مصر"                          |
| 90 | يحيى فكرى              | قيادى بتيار التجديد الاشتراكى                    |
| 91 | يسرى بيومى             | نائب سابق                                        |

## المقر

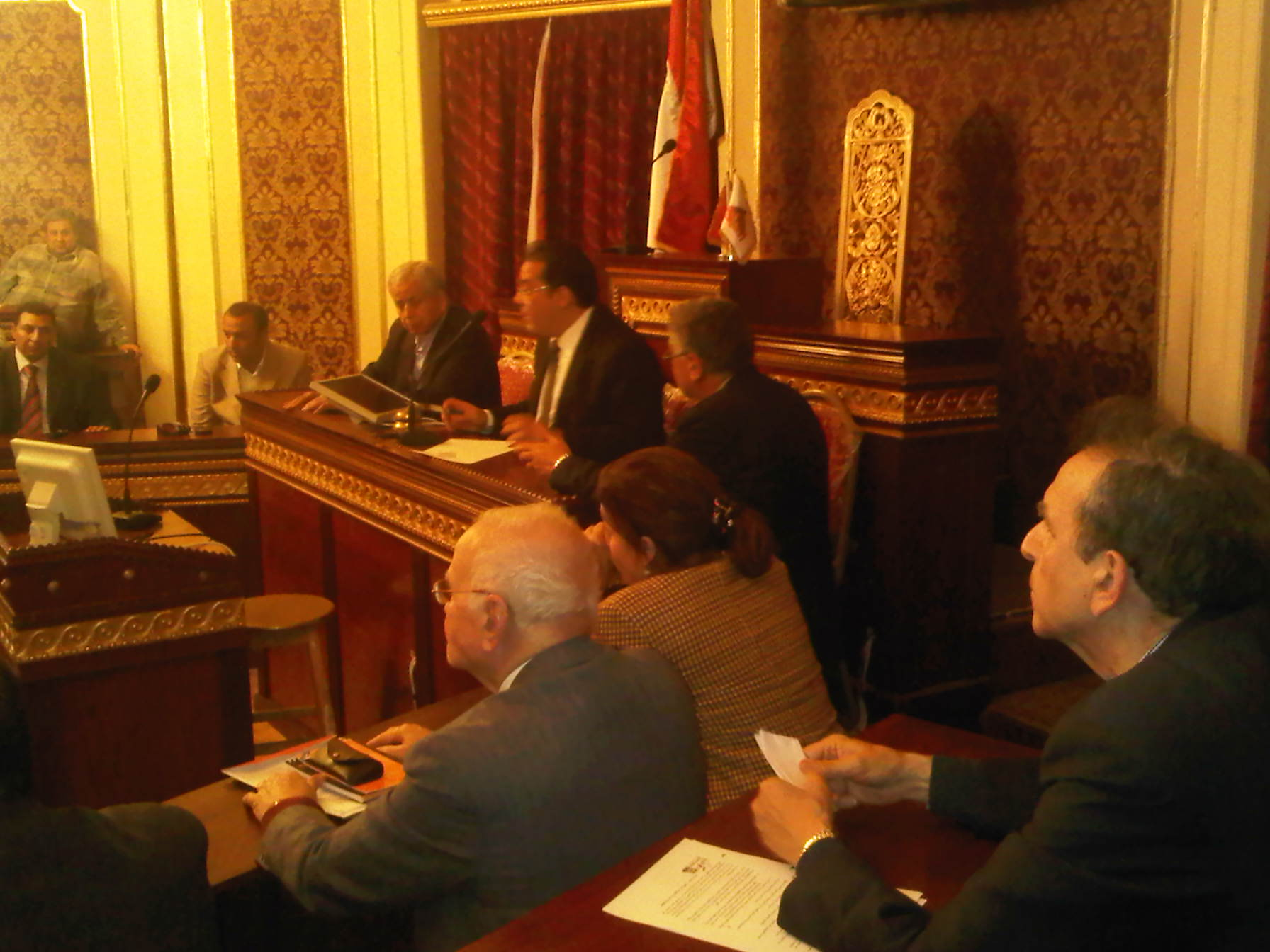
اجتماع للبرلمان الشعبي في حزب الغد غداة تنحي مبارك

كان الاتفاق الأول بين أحزاب المعارضة والحركات الاحتجاجية، أن يستضيف حزب الوفد البرلمان الشعبي (الموازي) في مقره (بيت الأمة)، وأعلن الوفد موافقته المبدئية على ذلك، بعد أن فشل الحزب في الحصول على أية مقاعد في انتخابات 2010. ولكن الحزب تراجع تحت ضغوط الحكومة وأعلن عن عدم استضافة البرلمان الشعبي. فقام حزب الغد المعارض (جبهة أيمن نور) بإنشاء قاعة خاصة للبرلمان الشعبي.

## "خليهم يتسلوا" تعليق مبارك الشهير عن البرلمان الموازي
خلال الجلسة الافتتاحية لمجلس الشعب المنتخب في ديسمبر 2010 والذي شككت المعارضة في نزاهة الانتخابات التي أتت بنوابه، علق مبارك على البرلمان الموازي (الذي سمي فيما بعد بالبرلمان الشعبي) بسخرية واستهانة "خليهم يتسلوا". وخلال أسابيع قامت الثورة وتنحى مبارك، وأصبحت عبارة خليهم يتسلوا من أدبيات ثورة يناير، فكان كثير من الثوار يرددونها بعد كل إنجاز بقولهم "أدينا بنتسلى". وردد الكثيرون أن عبارة "خليهم يتسلوا" عجلت بنهاية مبارك، الذي وصل لدرجة من الاستهانة لأن يأتي بمجلس شعب خال من المعارضة.

## دور البرلمان الشعبي في ثورة يناير
جاءت الدعوة للبرلمان الموازي كنتيجة لشعور الأحزاب والحركات المعارضة بأن البيئة السياسية لن تؤدي لانتخابات حقيقية في 2010 تفرز برلمان رسمي يعبر عن الشعب. ووجدت المعارضة أن البرلمان الشعبي فرصة لالتقاء أطياف المعارضة والحركات الاجتماعية والناشطين غير المنتمين لأي حزب في كيان تنسيقي، وخاصة مع توافق الجمعية الوطنية للتغيير وكفاية وغيرهما على المشاركة، كما جاء تعليق مبارك الساخر المهين "خليهم يتسلوا" بمثابة تحد حفز على المشاركة في برلمان بديل. وفي الأيام الأولى للثورة، كان للبرلمان الشعبي والجمعية الوطنية للتغيير دور إيجابي في بلورة إرادة ثوار الميدان في مطالب محددة. ولكن هذا الدور سرعان ما تقلص عندما حدث شرخ داخل الجماعة الوطنية حول تعديل الدستور وخريطة الطريق واستفتاء 19 مارس، حيث أخذ الإخوان اتجاه عكس القوى المدنية، وشتت هذا توجهات الجماعة الوطنية مما نتج عنه فشل الثورة في بناء نظام سياسي جديد يحظى بتوافق القوى الوطنية والشعبية.